# غالب القطان
غالب القطان أحد رواة الحديث النبوي ، اسمه أبو سلمة غالب بن أبي غيلان ، مولى الأمير عبد الله بن عامر بن كريز القرشي ، سمع الحديث من الحسن وابن سيرين وبكر بن عبد الله ، وعنه الحديث ابن علية وبشر بن المفضل وحزم بن أبي حزم وخالد بن عبد الرحمن السلمي ، قال عنه الإمام أحمد بن حنبل : ثقة ثقة.